# Little Portugal
Little Portugal ist ein Stadtteil in San José im US-Bundesstaat Kalifornien. Er wird von der 28th Street und der King Road begrenzt. Durch den Stadtteil führt die Alum Rock Avenue. In der Blütezeit, die von den 1970er Jahren bis in die späten 1990er Jahre dauerte, gab es im Stadtteil viele Geschäfte und Gaststätten. 